# Сан-Джулиано, Антонино Патерно-Кастелло ди
Антони́но Патерно́-Касте́лло, 8-й марки́з ди Сан-Джулиа́но (также Антони́но ди Сан-Джулиа́но, итал. Antonino Paternò Castello, marchese di San Giuliano, 10 декабря 1852, Катания, Королевство Обеих Сицилий — 16 октября 1914, Рим, Королевство Италия) — итальянский дипломат, министр иностранных дел в 1905—1906 и 1910—1914 годах.
Во время первого пребывания в должности министра иностранных дел Сан-Джулиано руководил курсом Италии на Альхесирасской конференции. Не голосуя против экспансионистских устремлений Франции в Марокко, Италия получила согласие Антанты на колонизацию Ливии.
Став министром иностранных дел во второй раз, использовал Агадирский кризис для захвата Ливии. Вёл переговоры о возобновлении Тройственного союза, добившись выгодных для Италии условий, и отстаивал позиции Италии на Лондонской конференции, достигнув создания независимой Албании и обеспечив неудачу притязаний Сербии, Черногории и Греции на её территории.
Будучи сторонником Тройственного союза, с началом Первой мировой войны он вёл переговоры с Антантой, добиваясь перехода итальянских провинций Австрии (Трентино, Гориция и Триест) под контроль Италии (на что не была согласна Австро-Венгрия). Заложенный им дипломатический курс в конечном итоге привёл к заключению Лондонского договора и последующему вступлению Италии в войну против Центральных держав в 1915 году.

## Происхождение и юность
Антонио Патерно-Кастелло, маркиз ди Сан-Джулиано, принадлежал к старинному аристократическому роду Патерно, происходящему из города Амбрён в Провансе. Род Патерно обосновался на Сицилии в XI веке, когда предок маркиза Роберто д’Амбрён-и-Патерно принял участие в норманнском завоевании Сицилии. Основателем ветви Сан-Джулиано стал тёзка будущего дипломата Антонино Патерно-Кастелло, который в 1693 году женился на Джулии Асмундо-и-Джопполо. Джулия, единственная дочь предыдущего маркиза ди Сан-Джулиано, принесла Антонино в приданое титул и обширные владения между Катанией и Сиракузами.
Антонино родился в Катании 10 декабря 1852 года в семье Бенедетто, седьмого маркиза ди Сан-Джулиано, и донны Катерины Стателла-и-Монкада, дочери князя Антонио Стателла ди Кассаро, он был их единственным ребёнком. В подростковом возрасте в распоряжении Антонино находилась богатая библиотека в палаццо маркизов ди Сан-Джулиано; его любимыми авторами стали Гёте и Данте.
Получил высшее юридическое образование в университете Катании (став бакалавром) и Оксфордском университете (получив степень ad honorem — «с отличием»). При выпуске из Оксфордского университета получил степень доктора права. В юности Антонино смог овладеть несколькими европейскими языками, владение которыми он оттачивал во время поездок в Лондон и Вену. В 1872 году в Лондоне он услышал речь либерального политика Уильяма Гладстона, а в следующем году в Вене встретился с послом Италии и будущим министром иностранных дел Карло Феличе ди Робилантом. Помимо страсти к путешествиям, Сан-Джулиано также интересовался историей и географией, которые помогли ему понять международные проблемы того времени. В молодые годы он также изучал экономику и социологию, публиковал в различных журналах статьи по сельскому хозяйству, промышленности, народонаселению, трудовому законодательству и эмиграции.

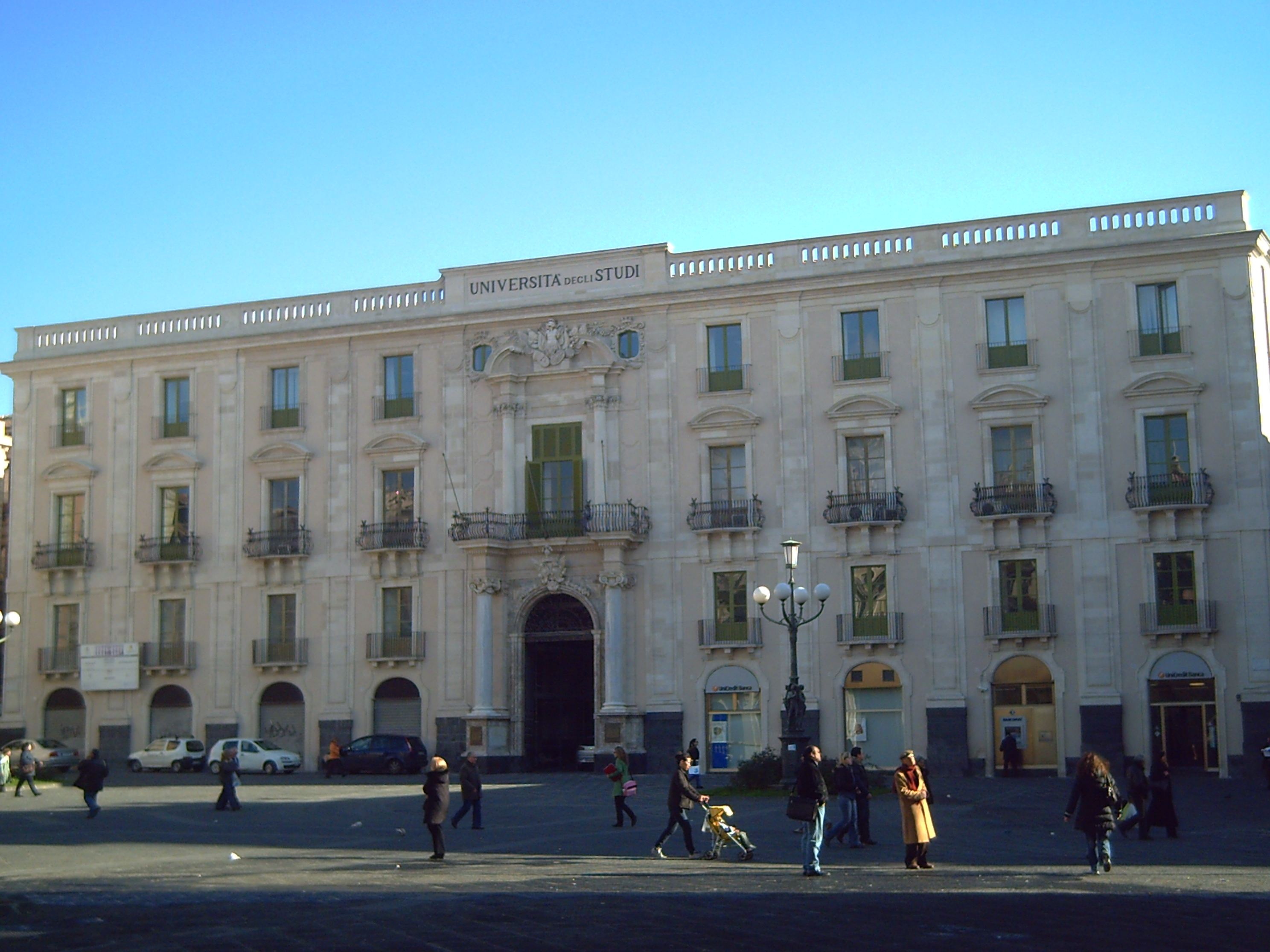
Палаццо маркизов ди Сан-Джулиано в Катании

## Начало политической карьеры

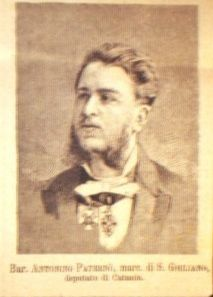
Антонино ди Сан-Джулиано во время избрания его депутатом

После окончания юридического факультета в Оксфорде в 1875 году Сан-Джулиано получил должность муниципального советника в Катании (в этом качестве он участвовал в транспортировке из Парижа в Катанию тела родившегося там же музыканта Винченцо Беллини в 1876 году). Будучи очень амбициозным, Сан-Джулиано стал мэром своего родного города уже в 26 лет, 15 сентября 1879 года. В 1882 году он выступил инициатором проекта большой железнодорожной линии Circumetnea, который под предлогом излишней дороговизны строительства был отклонён консильери (выбравшими в итоге более скромное решение). 25 марта 1882 года Сан-Джулиано подал в отставку и затем баллотировался в Палату депутатов от 15-го Законодательного собрания. В речи в театре Арена Пачини Ди Катания 3 сентября 1882 года он представил свою программу, сочетающую стремление к прогрессу и консерватизм, — это приветствовали избиратели в Катании, которые на выборах 29 октября явно предпочли Сан-Джулиано другим кандидатам. Однако маркиз в тот момент не стал депутатом, поскольку ему ещё не исполнилось 30 лет. После новых выборов, которые подтвердили результаты первых, с 24 января 1883 года Сан-Джулиано непрерывно заседал в Палате депутатов до 1904 года (семь депутатских сроков подряд).
После избрания в парламент Сан-Джулиано присоединился к Сиднею Соннино, представляющему консерваторов. В последующем, будучи депутатом, постоянно менял политическое направление. Тем не менее Сан-Джулиано всегда придерживался своей политической программы, которая заключалась в защите внешнеполитических интересов Италии и в улучшении условий жизни в Меццоджорно.
22 мая 1892 года Сан-Джулиано стал заместителем министра сельского хозяйства в первом правительстве Джолитти (проработал на этом посту до 19 декабря 1893 года). Год спустя он написал доклад о положении дел в Сицилии, в котором он предложил «принудительную экспроприацию» плохо управляемых латифундий «для общественной пользы». Сан-Джулиано полагал, что его инициатива создаст класс «крестьян-владельцев, заинтересованных в сохранении государства»; в то же время правительство должно было расправиться с революционными организациями (сицилийскими фасциями) для поддержания порядка на острове.
22 июня 1893 года был посвящён в масонство в ложе «Вселенная» в Риме, позднее был связан с масонской ложей «Данте и Италия» в Катании.
В 1899 году маркиз назначается министром почты в консервативном правительстве Луиджи Пеллу, проработав на этом посту около года. Будучи министром, оптимизировал судоходные линии в Средиземном море, учредив единую судоходную компанию для перемещения грузов из Суэцкого канала в Венецию. Также Сан-Джулиано занимался проведением прямой телеграфной связи между Катанией и материковой частью Италии, принял меры для улучшения почтовой службы в Палермо, Генуе и Милане, и организовал модернизацию почтовых отделений в Риме, Венеции и Милане.

## Первый срок на посту министра иностранных дел и работа послом

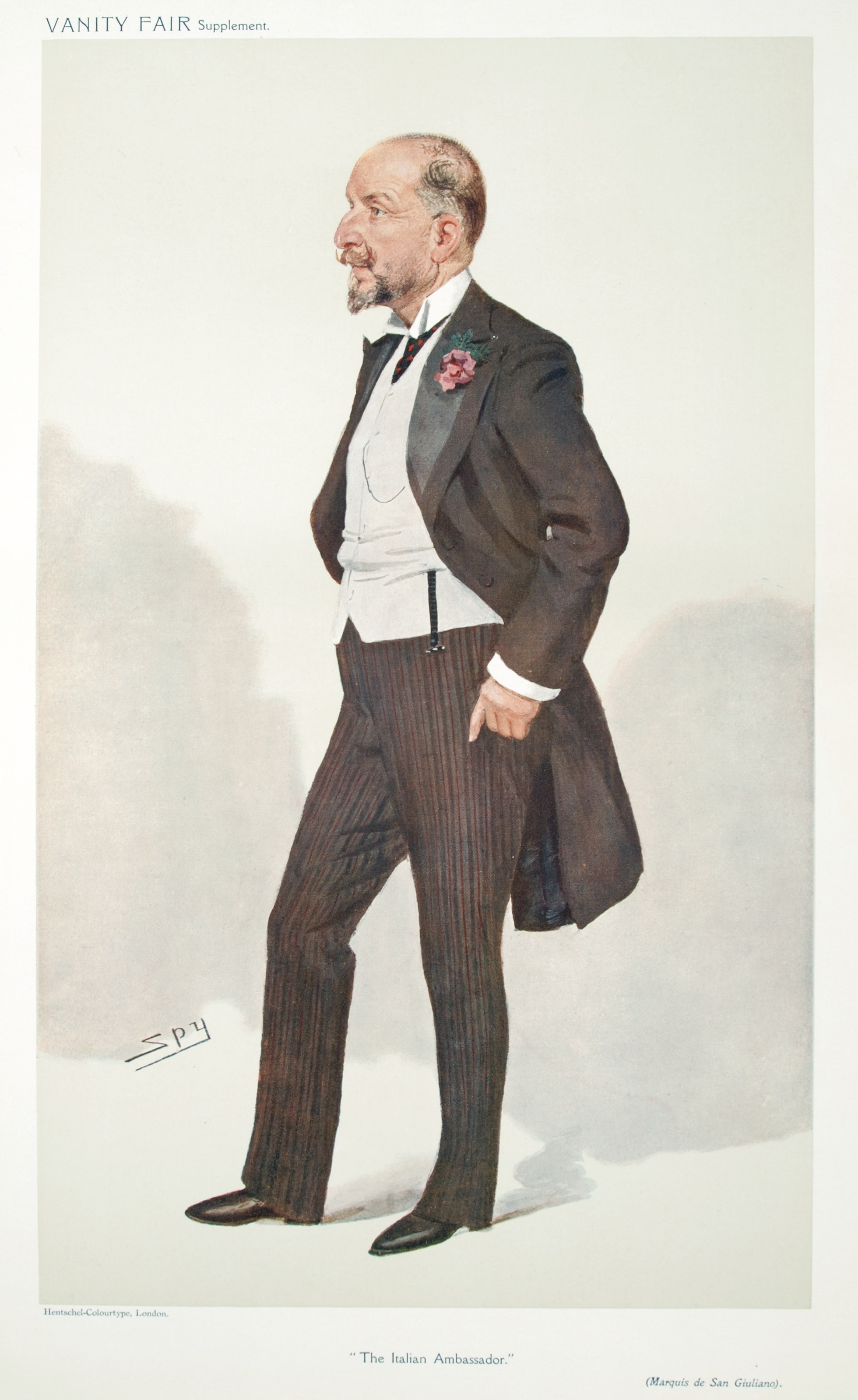
Сан-Джулиано на обложке журнала Vanity Fair во время работы послом в Лондоне

В перспективе назначения в министерство иностранных дел Сан-Джулиано в 1900-х занимает ряд постов: в 1903 году он вошёл в совет директоров Общества Данте Алигьери — организации, занимающейся продвижением итальянского языка и культуры в мире, — и стал вице-президентом Итальянской военно-морской Лиги; в 1905 году был включён в совет директоров Итальянского географического общества, год спустя стал его президентом.
В первые годы XX века Сан-Джулиано был убеждён, что национальные интересы Италии могут быть достигнуты только при лавировании между двумя конкурирующими альянсами — Тройственным союзом и Тройственной Антантой. В то же время Сан-Джулиано признавал необходимость дружественных отношений с Великобританией, поскольку та доминировала по военно-морской мощи, и при этом изначально был настроен антифранцузски.
4 марта 1905 года был назначен сенатором. В том же году написал статью, посвящённую вопросу эмиграции из Италии, в которой сообщил о своём разговоре с президентом США Теодором Рузвельтом, состоявшемся в 1904 году. Сан-Джулиано тогда узнал, что США скоро прекратят массовую иммиграцию, и сделал вывод, что Италии придётся прибегнуть к завоеванию новых территорий, чтобы не обострить вопрос перенаселения в Южной Италии. В своей статье Сан-Джулиано призывал захватить Ливию (тогда принадлежавшую Османской империи), обращая внимание на тот факт, что заинтересованные в средиземноморском регионе державы (Франция и Великобритания) признали там «преобладание наших (то есть итальянских) интересов».
С целью перестроить внешнюю политику страны и защитить наилучшим образом итальянские интересы в Триполитании и Киренаике на Альхесирасской конференции король Виктор Эммануил III и Джованни Джолитти 24 декабря 1905 года назначают Сан-Джулиано министром иностранных дел. Стремясь к достижению согласия Британии и Франции с итальянскими интересами в Ливии, Сан-Джулиано в качестве политического сигнала посылает на конференцию бывшего министра иностранных дел Эмилио Висконти-Веноста, сторонника дружбы с Францией. Веноста, сохраняя при этом надлежащую близость к позициям союзников по Тройственному союзу, совершил разворот во внешней политике Италии: фактически, не голосуя против экспансионистских намерений Франции по отношению к Марокко, Италия получила согласие Парижа и Лондона на колонизацию Ливии.
На посту министра иностранных дел проводил политику дружбы с Францией, оставаясь верным обязательствам Италии перед Австро-Венгрией и Германской империей. Затем в 1906—1909 годах был послом в Лондоне, в 1909—1910 годах — послом в Париже. На посту посла в Британии 5 ноября 1909 года Сан-Джулиано написал для министра иностранных дел Титтони длинный отчёт, посвящённый актуальному положению дел в Британской империи. Сан-Джулиано предвидел её упадок в перспективе, но полагал, что в ближайшем будущем для Италии Британия по-прежнему должна оставаться обязательным ориентиром.

## Второй срок на посту министра иностранных дел

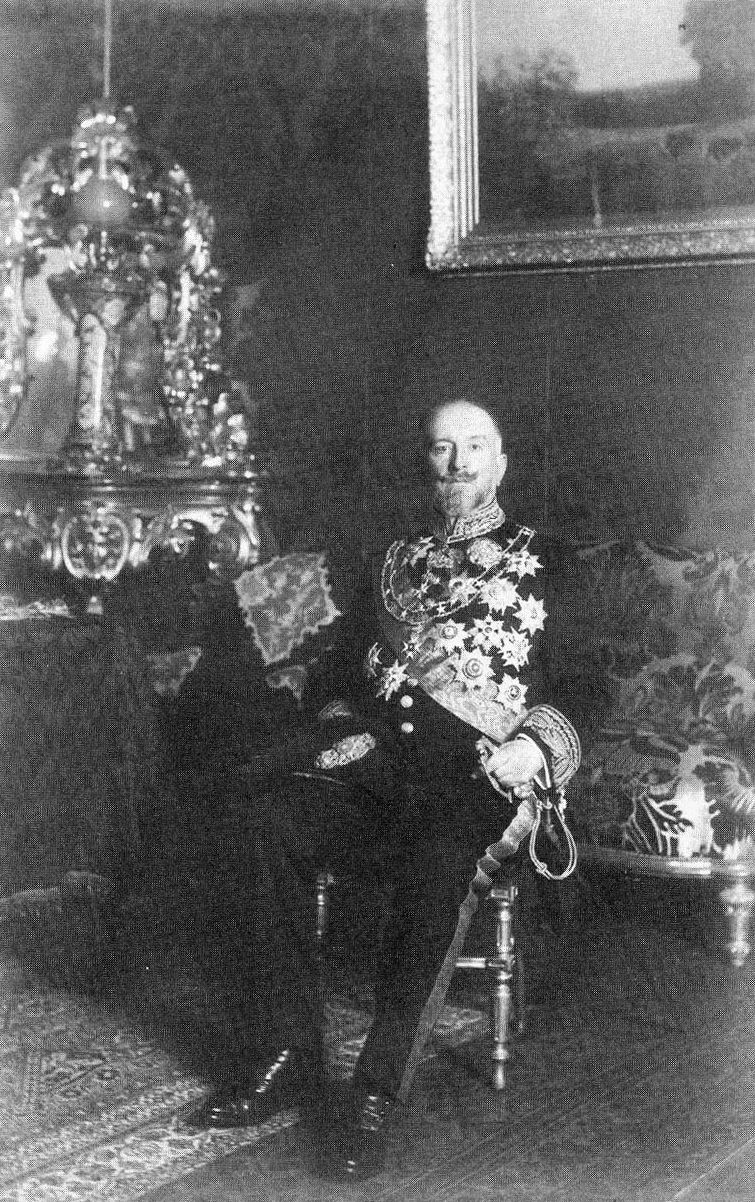
Сан-Джулиано в министерском мундире

1 апреля 1910 года Сан-Джулиано во второй раз был назначен министром иностранных дел и занимал эту должность вплоть до своей смерти. Правительство, частью которого он стал, изначально возглавлялось Луиджи Луццатти, занимавшим профранцузскую и консервативную позицию. Сан-Джулиано сначала отклонил это предложение, поскольку считал, что правительство, которое было ориентировано на Антанту, не являлось сбалансированным, а затем, по настоянию Джолитти и Виктора Эммануила III, в конечном итоге согласился на назначение.
Самая серьёзная задача на посту министра иностранных дел, которую Сан-Джулиано поставил перед собой с самого начала, заключалась в том, чтобы завершить объединение королевства с италоязычными территориями (Трентино, Гориция и Триест), находившимися под властью Австрии. Сан-Джулиано считал, что он может решить эту проблему мирным путём, полагаясь на статью 7 договора о заключении Тройственного союза, которая предусматривала территориальные компенсации Италии в случае экспансии Австро-Венгрии на Балканы.
Будучи сторонником колониальной экспансии, Сан-Джулиано своей дипломатией расчистил путь для оккупации Ливии во время итало-турецкой войны (1911—1912). Он сопротивлялся экспансии Австро-Венгрии на Балканах, поддерживал итальянское экономическое проникновение в Черногорию и независимость Албании.

### Агадирский кризис

Расклад сил в Европе во время министерства Сан-Джулиано:
Тройственный союз
Антанта
Дружественные России страны

Когда разразился агадирский кризис, который снова противопоставил Францию Германии по вопросу о Марокко, Сан-Джулиано решил, что пришло время для захвата Ливии. Он предполагал, что великие державы, фактически поглощённые агадирским кризисом, вряд ли будут препятствовать военным действиям Италии в Северной Африке.
Также Сан-Джулиано руководствовался и тем соображением, что итальянское завоевание Ливии могло бы предотвратить нежелательную конкуренцию сицилийских серных месторождений с ливийскими, которые в противном случае могли быть куплены, как казалось вероятным, немцами.
В марте 1911 года пало правительство Луццатти, и премьер-министром в четвёртый раз стал Джованни Джолитти, который, сочувствуя идеям Сан-Джулиано, подтвердил его назначение на пост министра иностранных дел.
После начала агадирского кризиса Сан-Джулиано 4 июля 1911 года в меморандуме Виктору Эммануилу III и Джолитти отмечал, что Италия через несколько месяцев с высокой вероятностью будет вынуждена совершить военную экспедицию в Ливию. Джолитти вместо этого проявил осторожность и не счёл нужным начинать войну, либо потому, что он опасался, что агадирский кризис может привести к войне между Францией и Германией с участием Италии, либо потому, что итальянские социалисты выступали против войны.
Однако позицию Сан-Джулиано поддержал Сидней Соннино, владевший на тот момент газетами Il Giornale d’Italia и Corriere della Sera, очень влиятельной в Италии. В то же время маркиз оказывал давление на Джолитти, объясняя ему, что военная машина должна быть подготовлена немедленно, если требуется быстрый успех, и что бурное зимнее море может поставить военную операцию под угрозу. Сан-Джулиано также заметил, что переговоры между Германией и Францией зашли в тупик, который должен быть использован для начала завоевания Ливии; и что международная ситуация не могла привести к войне между двумя европейскими державами.
25 июля Сан-Джулиано писал итальянскому послу в Вене Джузеппе Аварна:

«Вот уже шестнадцать месяцев я спокойно переношу ежедневные обвинения в трусости и бездействии со стороны итальянской прессы и большей части парламента. Однако не следует забывать, что в демократических и либеральных странах, таких как Италия, ни одно правительство в конечном итоге не может проводить политику, противоположную устремлениям большинства нации. Если Турция не удалит нынешнего вали [из Ливии], не положит конец ежедневным актам обструкционизма против наших экономических интересов в Триполитании и не предоставит итальянцам право на строительство порта в Триполи, я боюсь, что ни нынешнее, ни любое другое итальянское правительство не сможет отказать национальному чувству в решительном удовлетворении, какими бы ни были последствия. Я также считаю, что всё ещё можно избежать таких последствий, когда будет незамедлительно выполнен дружеский совет Порте от наших союзников [Австро-Венгрии и Германии], который не слишком опоздает, если придёт сейчас»
Оригинальный текст (итал.)«...da sedici mesi io sopporto con calma le accuse quotidiane di viltà e di inerzia da parte della stampa italiana e di gran parte del Parlamento. Non bisogna però dimenticare che nei paesi democratici e liberali come l'Italia nessun governo può alla lunga fare una politica invisa alla maggioranza della nazione. Se la Turchia non rimuove l'attuale valì [in Libia], se non pone fine ai quotidiani atti d'ostruzionismo contro ogni interesse economico in Tripolitania, se non concede a italiani la costruzione del porto di Tripoli, temo che né l'attuale, né alcun altro Ministero italiano, potrà rifiutare al sentimento nazionale una decisiva soddisfazione, qualunque ne siano le conseguenze. Credo pure che si sia ancora in tempo ad evitare tali estremità, e che un amichevole consiglio dato alla Porta dai nostri alleati [di Austria e Germania] non sarebbe troppo in ritardo se giungesse ora, e se fosse prontamente eseguito».

Аргументация Сан-Джулиано убедила Джолитти, и 17 сентября 1911 года он получил у Виктора Эммануила III разрешение организовать военную операцию против Турции, а на следующий день телеграфировал Сан-Джулиано, военному министру Паоло Спингарди и военно-морскому министру Леонарди Каттолика, чтобы они начали дипломатическую и военную подготовку к завоеванию Ливии.

### Итало-турецкая война

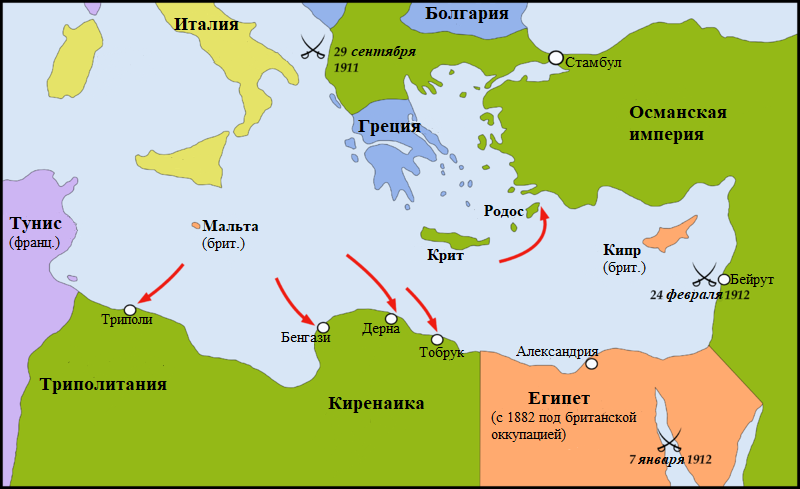
Театр военных действий итало-турецкой войны

Через несколько недель после ультиматума 28 сентября 1911 года и начала итало-турецкой войны Сан-Джулиано инициировал переговоры при немецком посредничестве, по результатам которых Италия устанавливала политико-экономический протекторат над Ливией при сохранении формальной власти Османской империи. Против этого выступал Джолитти, который требовал полного контроля Италии над Ливией, чтобы иметь возможность установить там любую форму правления, которую бы захотела Италия. Сан-Джулиано дополнительно столкнулся и с внешнеполитическими трудностями: Германия больше не гарантировала посредничество в итало-турецких переговорах, Австро-Венгрия вынудила Италию отказаться от захватов турецких территорий на побережье Адриатики и Ионического моря, во Франции начались протесты, которые после выступления президента Пуанкаре в Палате депутатов 22 января 1912 года привели к дипломатическому кризису с Италией.
Тогда же Сан-Джулиано инициировал долгие переговоры с Австро-Венгрией по поводу оккупации принадлежавших Турции островов на Эгейском море, которые Италия желала использовать в качестве баз для противодействия перевозкам Турцией подкреплений и поставкам турецкого оружия в ливийские порты. Министр иностранных дел Австро-Венгрии Алоиз фон Эренталь возражал против оккупации, ссылаясь на статью 7 договора о заключении Тройственного союза, в соответствии с которой Италия и Австро-Венгрия обязывались при захвате территорий на Балканах или в Эгейском архипелаге договориться с другой стороной о территориальных вознаграждениях. Воспользовавшись тем, что параллельно шли переговоры о продлении Тройственного союза, Сан-Джулиано заявил, что если Германия не надавит на Австро-Венгрию в этом вопросе, то Италия может выйти из союза.
Тем временем в феврале 1912 года Эренталь вышел в отставку, и его на посту министра иностранных дел Австро-Венгрии сменил более податливый Леопольд фон Берхтольд, который под влиянием Германии 6 апреля 1912 года показал уступчивость по отношению к Италии, и 26 апреля морской флот Италии начал захват Додеканеса.
Благодаря этой дипломатической победе Сан-Джулиано сделал своё толкование статьи 7 преобладающим. Хотя статья 7, которая относилась исключительно к Австро-Венгрии и Италии и включала Эгейское море в число областей, на которых один союзник мог расширяться только при условии компенсации другому, с этого момента она интерпретировалась в пользу Италии. Действительно, указывая на то, что острова Додеканес относились к Азии, а не к Юго-Восточной Европе, и что последствия оккупации островов окажут влияние в Ливии, а не на Балканах (статья 7 была направлена именно на сохранение равновесия на Балканах), Сан-Джулиано добился того, что статья 7 стала применяться в будущем только к юго-востоку Европы.
Осенью разразилась Первая Балканская война. Опасаясь, что страна не выдержит войны на два фронта, правительство Османской империи согласилось на капитуляцию на условиях Рима. Мирный договор между Италией и Турцией был подписан в Лозанне 18 октября 1912 года. По итогам войны Италия установила контроль над Додеканесом и Ливией, где, однако, арабская партизанская война ещё долго не затихала.

### Продление Тройственного союза

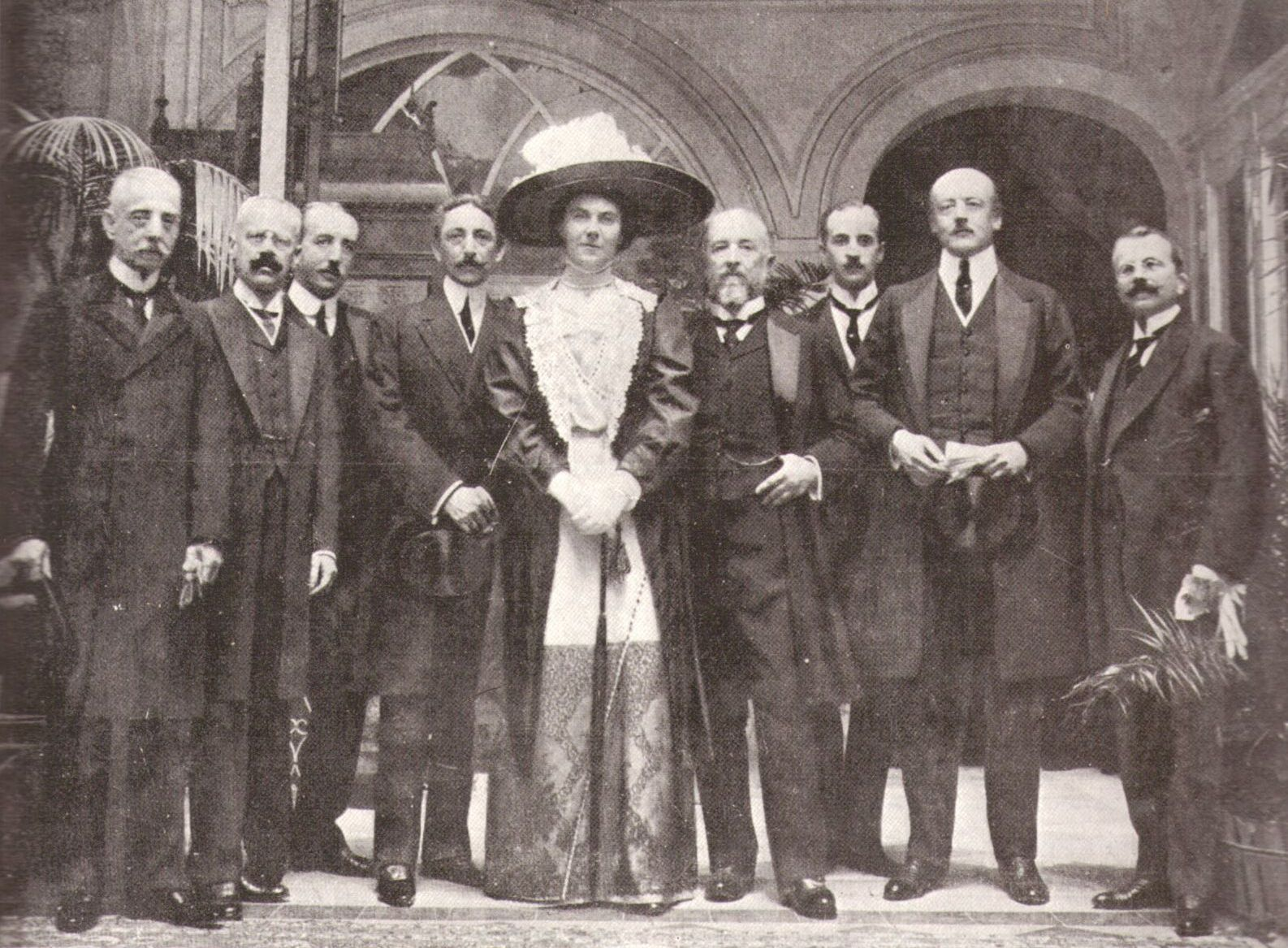
Фото, сделанное на переговорах о продлении Тройственного союза в Сан-Россоре 22 октября 1912 года. Четвёртый справа — маркиз Сан-Джулиано, второй справа — министр иностранных дел Австро-Венгрии Берхтольд, слева от Сан-Джулиано — супруга Берхтольда

Несмотря на не всегда дружественный характер отношений между Италией и Австро-Венгрией, Сан-Джулиано был убеждён в целесообразности сохранения Тройственного союза для Италии. Получив от Берлина и Вены просьбу о продлении союза (срок действия которого истекал в 1914 году), маркиз связался с Виктором Эммануилом III и Джолитти. Получив их согласие, в сентябре 1911 года (до начала войны против Турции) Сан-Джулиано согласился продлить соглашение, но не раньше завершения военной кампании в Ливии.
Маркиз сообщил также, что Италия готова принять текст договора от 1902 года (подтверждённый в 1908 году) за исключением статей 9 и 10, которые должны быть изменены с целью признания контроля Италии над Ливией. Также Сан-Джулиано попросил включить в текст договора два двусторонних соглашения Италии и Австро-Венгрии, которые касались Албании и Новопазарского санджака (против чего возражала Австро-Венгрия). Эти два соглашения, согласно позиции Сан-Джулиано, должны были войти в союзный договор, чтобы Германия взяла на себя гарантии по выполнению обязательств, данных Австро-Венгрией.
После периода тупика Сан-Джулиано и Берхтольд провели новые переговоры в Сан-Россоре и Флоренции 22 и 23 октября 1912 года. Успехи балканских государств в войне с Турцией заставили Берлин, Вену и Рим поспешить с продлением союза, чтобы выступить единым дипломатическим фронтом на мирной конференции.
В итоге министр иностранных дел Германии Альфред фон Кидерлен-Вехтер предложил компромисс: новый договор о Тройственном союзе будет включать протокол, разделённый на три части. Первая часть признавала суверенитет Италии над Ливией, вторая определяла, что в статье 10 будет признано статус-кво на момент подписания обновлённого договора, третья бы включила итало-австрийские соглашения с замечанием, что они не были изменены с момента продления союза. Сан-Джулиано и Берхтольд были этим удовлетворены и 5 декабря 1912 года в Вене поставили свои подписи в обновлённом договоре.

### Первая Балканская война и Лондонская конференция

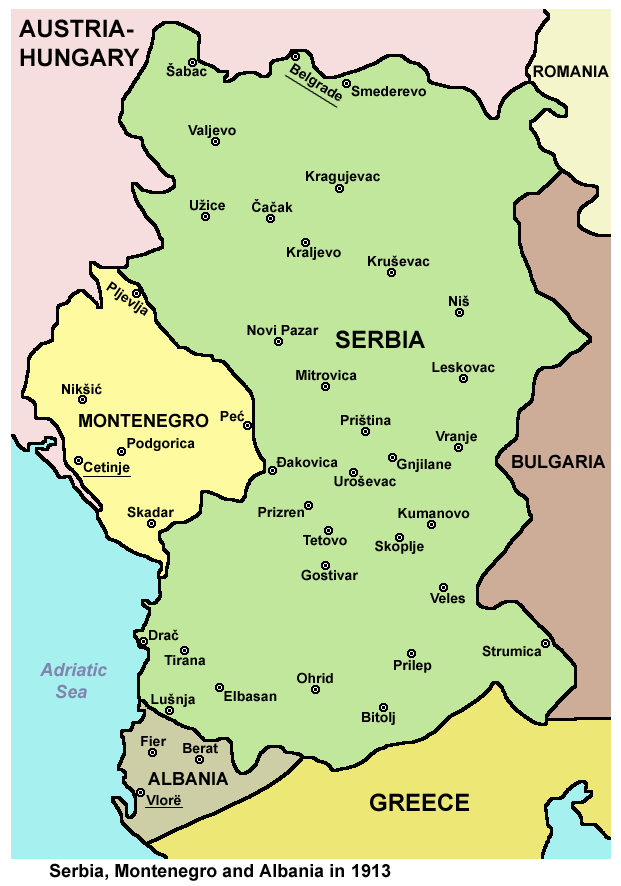
Карта сербских, черногорских и греческих притязаний на албанские территории

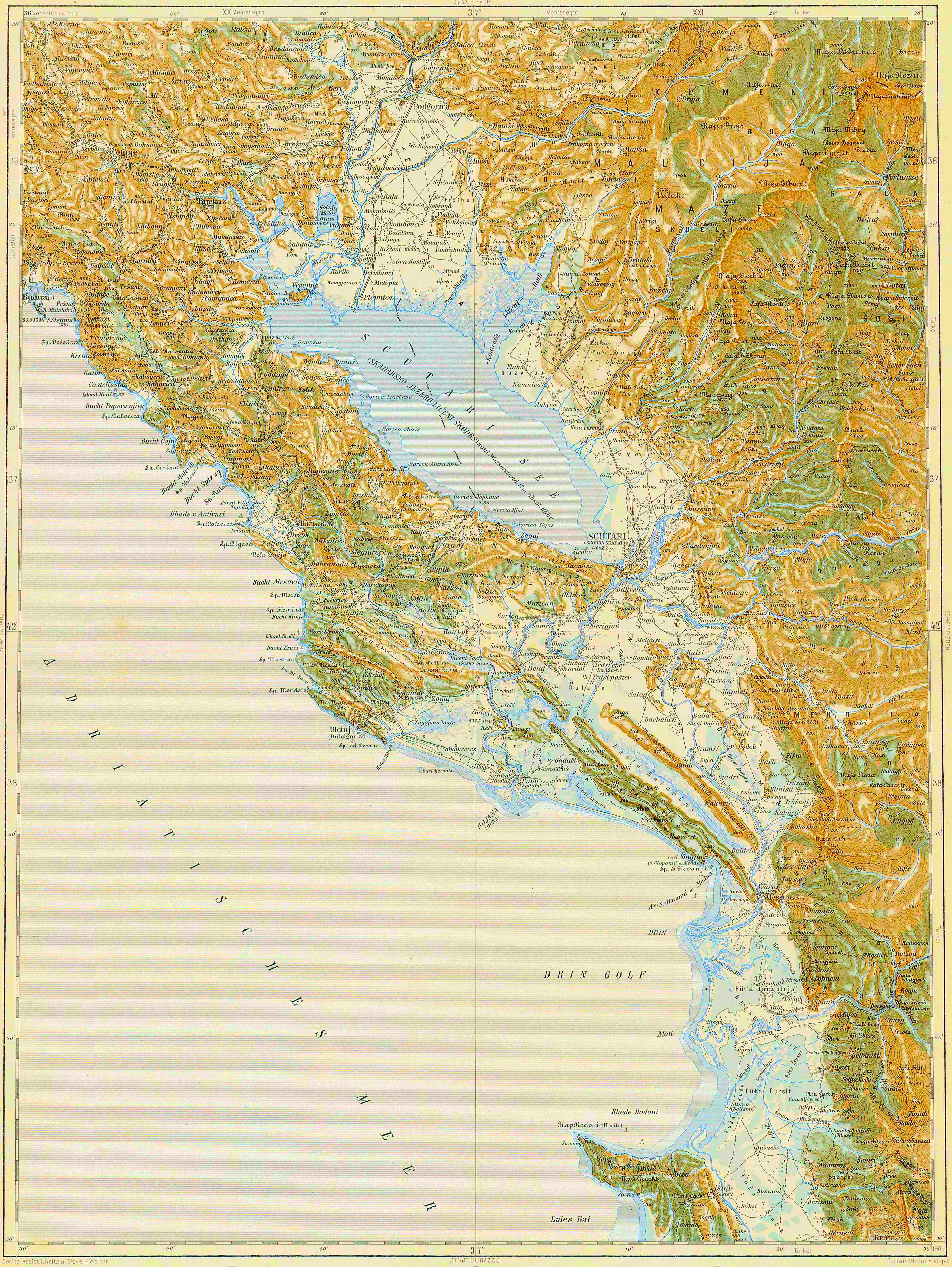
Карта Шкодера (Скутари) с прилегающими окрестностями (1904 год)

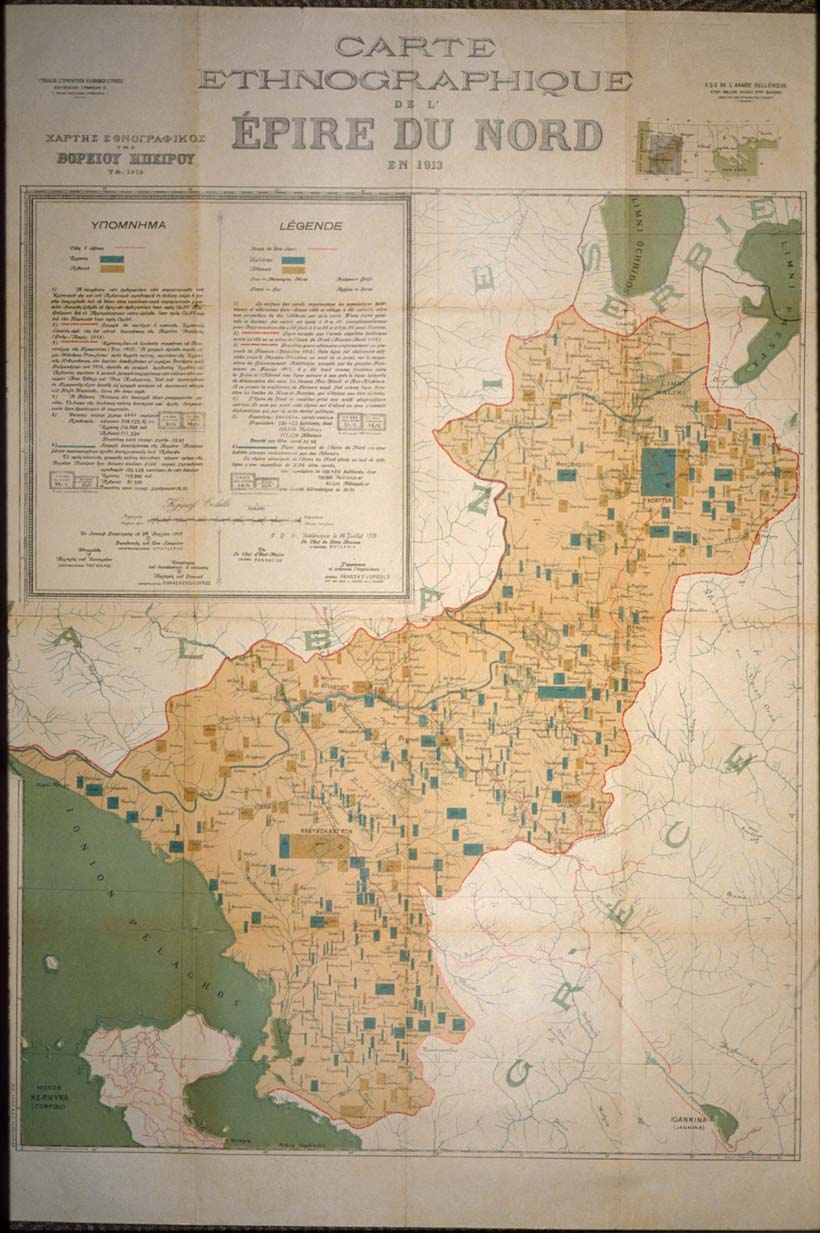
Этнографическая карта Северного Эпира (южной Албании) на 1913 год

После поездки в Берлин в ноябре 1912 года Сан-Джулиано начал проводить политику, направленную на то, чтобы сделать Албанию оплотом против угроз на юге Адриатики, откуда бы они ни пришли. Поэтому он согласился с предложением Австро-Венгрии создать «жизнеспособное» албанское государство, не подчиняющееся соседним державам. Сан-Джулиано стремился расширить итальянское влияние в Албании в противовес уже существующему австрийскому, при этом совместно с Австро-Венгрией противодействуя попыткам Сербии получить выход к Адриатике за счёт албанских земель.
Тем временем 3 декабря 1912 года было заключено перемирие, закончившее Первую Балканскую войну. В тот же день Сан-Джулиано узнал, что Великобритания намерена созвать конференцию в Лондоне с участием всех великих держав, включая Италию, для урегулирования вопросов региона. 17 декабря на первом заседании этой конференции проблема сербского порта на Адриатике разрешилась, потому что все делегаты приняли предложение Великобритании о создании международной железной дороги, которая бы соединила Сербию с албанским побережьем для «коммерческого доступа к морю».
Гораздо более сложным для Сан-Джулиано был вопрос о Шкодере, который продолжала осаждать Черногория, несмотря на заключённое 3 декабря перемирие. Маркиз догадывался, что Австро-Венгрия стремилась включить Шкодер в зарождающуюся Албанию, чтобы гарантировать свою гегемонию в новом государстве. В городе была высока доля католического населения, которое рассматривало Вену как защитника своих интересов.
Сан-Джулиано, опасаясь австрийской агрессии против Черногории, которая бы дала Вене абсолютный перевес в Албании и Адриатике, в январе 1913 года попросил Россию убедить Черногорию отказаться от осады Шкодера. Однако 23 апреля Шкодер всё же был взят войсками Николы I Черногорского.
27 апреля Австро-Венгрия попросила Италию поддержать её в случае военных действий против Черногории: Сан-Джулиано должен был ответить «да» или «нет». В первом случае это означало выступить против значительной части итальянского населения, рискуя оказаться вовлечёнными в общеевропейский конфликт на стороне Австро-Венгрии; во втором это означало отказаться от какой-либо возможности установить контроль над Адриатикой.
Вместо этого Сан-Джулиано сообщил австрийскому послу Каетану Мерею, что Италия вмешается в конфликт только после того, как убедится, что австрийское нападение на Черногорию не приведёт к российской интервенции. В противном случае Италия бы не стала вступать в войну, и в таком случае ответственность за развязывание общеевропейского конфликта легла бы исключительно на Австро-Венгрию.
3 мая черногорский король, опасаясь австрийской агрессии, выпустил заявление, что Черногория принимает решения Лондонской конференции и выводит армию из Шкодера. Конференция в итоге завершилась 30 мая 1913 года подписанием Лондонского договора.
После того, как вопрос с Шкодером был разрешён, 27 мая 1913 года, незадолго до подписания Лондонского договора, Сан-Джулиано начал оказывать дипломатическое давление на Грецию, чтобы та склонилась к принятию границы с Албанией на мысе Стилос (вблизи города Фильяте). Маркиз подозревал, что Афины находятся под французским влиянием, и поэтому не хотел предоставлять Греции стратегические позиции для контроля над проливом Отранто, что неминуемо бы произошло, если бы Греция передвинула границу с Албанией далеко на север.
Несмотря на подписание Лондонского договора, переговоры между послами великих держав продолжались, а 29—30 июня 1913 года разразилась Вторая Балканская война, в которой, по словам Сан-Джулиано, Греция готовилась к дальнейшим завоеваниям. Столкнувшись с требованиями Италии об ограничении греческих притязаний в Северном Эпире (южной Албании), министр иностранных дел Великобритании Эдуард Грей выдвинул просьбу о территориальной компенсации для Греции в виде архипелага Додеканес, находившегося под контролем Италии. Сан-Джулиано по существу отказался, после чего 12 августа Франция и Великобритания, после 8 месяцев переговоров, потраченных на спасение европейского мира, приняли итальянские требования.

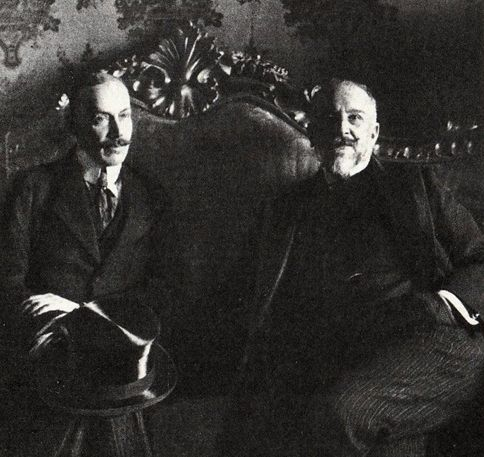
Албанский князь Вильгельм Вид (слева) и Сан-Джулиано (справа) на встрече в Риме

Параллельно с обсуждением вопроса о границах Албании в Лондоне проходили переговоры о статуте (конституции) албанского государства. 19 января 1913 года Сан-Джулиано представил Австро-Венгрии свои предложения об учреждении монархии с титулом княжества в Албании и её нейтралитете, гарантированном европейскими державами. В течение месяца министр иностранных дел Австро-Венгрии Берхтольд принял все его предложения.
Нерешённым оставался только вопрос о протекторате католического богослужения, осуществляемом Австро-Венгрией, который Сан-Джулиано хотел бы упразднить в статуте Албании. Будучи атеистом и антиклерикалом, маркиз всё же считал необходимым, чтобы Италия играла значимую роль в защите католицизма за рубежом для достижения своих национальных интересов. В итоге Сан-Джулиано достиг особого соглашения с Австро-Венгрией: Берхтольд отказался от включения в статут Албании австрийского протектората католического богослужения в стране, но секретной запиской от 15 апреля 1913 года подтвердил Италии, что считает его в силе.
Совместное итало-австрийское предложение о статуте Албании было представлено на Лондонской конференции 8 мая 1913 года. Франция не поддержала проект, потому что хотела создать вассальное великим державам государство во главе с верховным комиссаром вместо князя. Несмотря на это, Берхтольд и Сан-Джулиано начали искать среди протестантских домов Европы кандидата на пост албанского монарха.
15 июля 1913 года, после того, как Италия и Австро-Венгрия попеременно отвергли предложенных друг другом кандидатов, маркиз принял предложение Австрии о кандидатуре немецкого принца Вильгельма Вида на трон Албании. Берхтольд проявил настойчивость в продвижении решений, принятых совместно с Сан-Джулиано, на переговорах с другими великими державами, и албанский статут был одобрен почти без поправок 29 июля 1913 года.
Сан-Джулиано предполагал, что независимая Албания станет сдерживающим фактором для экспансии Сербии, вне зависимости от победы последней во Второй Балканской войне. Несмотря на внутреннюю нестабильность и внешнюю слабость, новое государство всё же не стало пешкой Австро-Венгрии, что являлось наибольшим риском для Италии и чего Сан-Джулиано в итоге сумел избежать своей дипломатией.

### Вторая Балканская война
Вспыхнувшая в конце июня 1913 года Вторая Балканская война была спровоцирована Болгарией, которая, недовольная приобретениями, полученными по результатам Лондонской конференции, объявила войну своим бывшим союзникам: Сербии и Греции. Другие балканские государства выступили на стороне жертв нападения Болгарии, которые контратаковали, разгромив болгарскую армию. Австро-Венгрия, союзник Болгарии, всерьёз рассматривала вариант с ответной агрессией в отношении Сербии и сообщила об этом Италии. Это могло привести к цепной реакции, очень похожей на ту, которая произошла год спустя с началом Первой мировой войны.
В тот момент Сан-Джулиано находился в Швеции, сопровождая Виктора Эммануила III в дипломатической поездке. Будучи в Швеции, 9 июля 1913 года маркиз при помощи телеграфа вёл переговоры с Джолитти по поводу официального ответа австрийскому послу Каетану Мерею. Маркиз отметил, что «сasus foederis», а именно условие, при котором Италия должна была вмешаться в войну на стороне Австро-Венгрии, не могло сработать в настоящем случае, и «конечно, было бы безумием позволить нас втянуть» в европейскую войну, вызванную истерикой в Вене. Вернувшись в Рим, Сан-Джулиано подтвердил свою мысль лично. Таким образом, он установил буквальную интерпретацию casus foederis Тройственного союза: только в случае, если бы существовала опасность агрессии против Австро-Венгрии, Италия вступила бы в войну на её стороне.

### Первая мировая война
Когда началась Первая мировая война, Сан-Джулиано проводил политику нейтралитета, но не исключал интервенции, согласно политике «священного эгоизма» (итал. sacro egoismo) премьер-министра Антонио Саландры. Ведя переговоры как с державами Тройственной Антанты, так и с державами Тройственного союза, он настаивал на получении максимальных территориальных уступок в обмен на участие в войне.
Умер в октябре 1914 года, занимая пост министра иностранных дел. Его преемник, Сидней Соннино, следовал стратегии переговоров, установленной Сан-Джулиано, благодаря чему Италия заключила секретный Лондонский договор с Антантой. Согласно пакту, Италия должна была выйти из Тройственного союза и присоединиться к Тройственной Антанте. Италия должна была объявить войну Германии и Австро-Венгрии в течение месяца в обмен на территориальные уступки в конце войны.

#### Перед Первой мировой войной. Июльский кризис

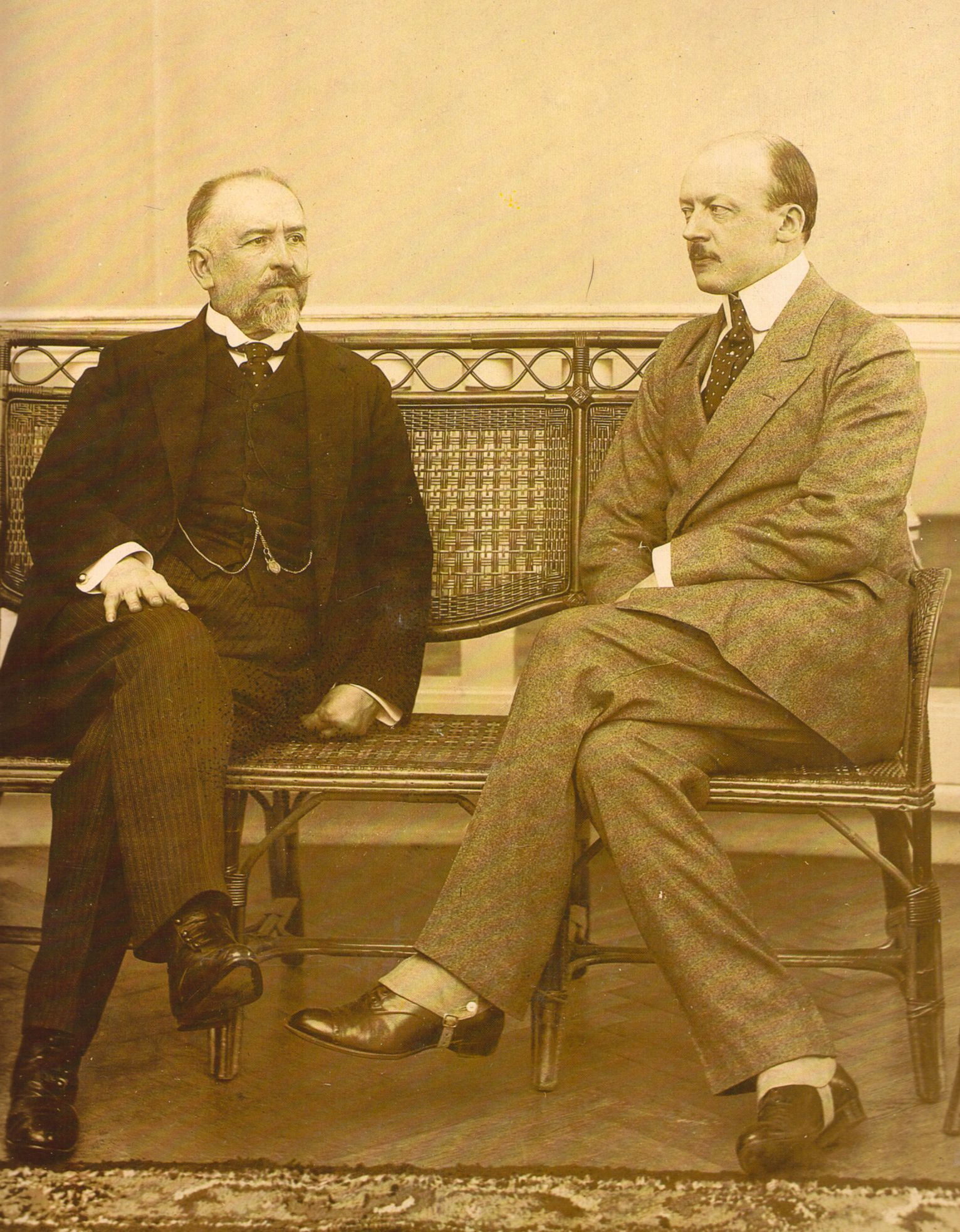
Министры иностранных дел Италии и Австро-Венгрии Сан-Джулиано и Берхтольд на встрече в Аббации в апреле 1914 года

В марте 1914 года главой правительства Италии стал консервативный либерал Антонио Саландра, который попросил Сан-Джулиано остаться на посту министра иностранных дел. Маркиз сначала отказался, затем, по настоянию Джолитти и Виктора Эммануила III, согласился.
После встречи Сан-Джулиано и Берхтольда в Аббации в апреле 1914 года, на которой обсуждалась угроза заключения союза между Сербией и Черногорией, посол Германии в Риме Ганс фон Флотов в июне стал зондировать обстановку, узнавая у Сан-Джулиано, что Италия хочет в обмен на установление Австро-Венгрией контроля над черногорским побережьем. Сан-Джулиано, который бы никогда на это не согласился без существенной компенсации, попросил итальянские земли Габсбургов.
Также, учитывая нестабильную внутриполитическую ситуацию в Албании, фон Флотов 13 июня стал интересоваться у Сан-Джулиано, согласна ли Италия на возможный раздел албанских земель между Австро-Венгрией и Италией. Маркиз на это ответил, что для его страны было бы серьёзной ошибкой включить в состав Италии территории, которые будут стремиться к враждебному итальянской нации ирредентизму, и выступить против балканских народов. В случае, если Северная Албания станет австрийской, компенсация, согласно Сан-Джулиано, должна будет состоять «в уступке Италии итальянских провинций Австрии».
8 июля, уже после Сараевского убийства, фон Флотов вернулся к этому вопросу и сообщил Сан-Джулиано о намерениях Австро-Венгрии передать побережье Черногории Албании и аннексировать гору Ловчен, одну из ключевых точек, позволяющих взять под контроль Южную Адриатику. Маркиз же предупредил германского посла, что, несмотря на то, что Австро-Венгрия не сможет реализовать эти проекты, Италия в ответ вступит в союз с Россией и Сербией и объявит войну Австро-Венгрии, что будет угрожать революцией внутри последней.
14 июля Сан-Джулиано написал послу в Берлине Риккардо Боллати о необходимости убедить Германию в том, что новые соглашения между Италией и Австро-Венгрией по Балканам должны уважать настроения итальянской общественности и парламента. Сан-Джулиано также отметил, что итальянское правительство не заключило бы соглашений, которые одобрили бы австрийскую агрессию в отношении Сербии, какие бы компенсации Австро-Венгрия не пообещала Италии взамен, поскольку уничтожение Сербии не было бы принято итальянской нацией.
Изначально Берхтольд решил скрыть от Сан-Джулиано намерения Вены после Сараевского убийства. Австро-Венгрия действительно готовила нападение на Сербию, и итальянский министр наверняка поднял бы вопрос о компенсациях. Только 22 июля, за день до предъявления ультиматума Белграду, посол Австро-Венгрии Каетан Мерей сообщил Сан-Джулиано, что шансы на австро-сербскую войну теперь стали большими и что Австро-Венгрия сделала ставку «на лояльное отношение Италии и её верность Союзу».
Сан-Джулиано ответил послу, что единственная его забота связана с территориальными вопросами. Если Австро-Венгрия аннексирует сербские земли (что Мерей исключил), то она должна будет предоставить компенсации Италии. Маркиз также заявил о своих надеждах на то, что австрийский ультиматум Сербии будет содержать справедливые и приемлемые требования, поскольку в противном случае итальянское общественное мнение станет явно антиавстрийским.
23 июля маркиз находился в Фьюджи на лечении от подагры. Как только Сан-Джулиано узнал, что австрийский ультиматум будет отправлен в 18:00, он позвонил главе правительства Саландре, чтобы тот приехал в Фьюджи для обсуждения условий Австро-Венгрии вместе с германским послом фон Флотовым. Незадолго до 12:00 24 июля Сан-Джулиано получил текст ультиматума, который оказался очень жёстким.
Сан-Джулиано сначала выразил протест германскому послу, однако тот дал ему понять, что Италия может получить крупную территориальную компенсацию, если она проявит доброжелательное отношение к Австро-Венгрии. 24 июля маркиз написал Виктору Эммануилу III, что на данный момент Италия не получила никаких просьб о поддержке со стороны Вены и может законно держаться подальше от конфликта, спровоцированного Австро-Венгрией, но, если бы существенные компенсации были заранее согласованы, Италия могла бы «свободно участвовать в своё время» в возможном европейском конфликте на стороне австро-германцев.

#### Переговоры по недопущению войны
Однако Вена показала своё безразличие в вопросе австрийских компенсаций в обмен на вступление Италии в войну на стороне Австро-Венгрии. Поэтому Сан-Джулиано решил приложить усилия для избежания австро-сербской войны, которая могла вызвать общеевропейский конфликт, чего Италия могла только опасаться.
В первой половине июля маркиз получил информацию от своих дипломатов в Белграде и Санкт-Петербурге по поводу того, что Россия поддержала бы Сербию, если бы на последнюю напала Австро-Венгрия. Сан-Джулиано позаботился о передаче этой информации союзникам, и 21 июля 1914 года посол в Вене Джузеппе Аварна сообщил ответ Берхтольда: МИД Австро-Венгрии не придаёт значения новостям о том, что Россия готова поддержать Сербию, и что если бы Россия вмешалась в австро-сербский конфликт, то Австро-Венгрия не побоялась бы столкнуться с ней.
Когда Сербия дала ответ на ультиматум, который Австро-Венгрия назвала неудовлетворительным, и 25 июля произошёл дипломатический разрыв между двумя странами, Сан-Джулиано всё ещё был убеждён, что можно сделать ещё что-то, чтобы спасти мир. Получив просьбу Великобритании принять участие в международной конференции по Июльскому кризису, маркиз предложил английскому послу Реннеллу Родду, чтобы великие державы попросили Вену разъяснить самый жёсткий пункт ультиматума (тот, который позволил бы австрийским органам расследовать убийство эрцгерцога на сербской территории). После того, как великие державы получили бы эти объяснения, они должны были посоветовать Сербии принять эти пункты. Приняв их, Белград уступил бы не только Австро-Венгрии, но и всей Европе. Таким образом, кризис бы стал уже международным делом, и европейские державы получили бы право решить, выполнила ли Сербия австрийские требования или нет. Сербия подчинилась бы Австро-Венгрии только с дипломатической точки зрения, но при этом получила бы поддержку европейских держав в вопросе сохранения независимости.
27 июля Сан-Джулиано объяснил свой план российскому послу в Риме Анатолию Николаевичу Крупенскому. Маркиз сообщил ему, что сербы, чтобы облегчить посредническую работу европейских держав, должны были произнести «простое односложное да» в ответ на требования Австро-Венгрии. Затем, добавил он, «когда сербы примут [ультиматум], они могут не выполнять то, что приняли». Министр иностранных дел Великобритании Эдуард Грей согласился с предложением маркиза, однако 28 июля ситуация резко изменилась, поскольку Австро-Венгрия объявила войну Сербии.

#### Нейтралитет
После начала Первой мировой войны Сан-Джулиано 31 июля 1914 года изложил Совету министров свою точку зрения, что Италия должна оставаться нейтральной, по крайней мере, на ранних стадиях конфликта. Это, однако, не означало выхода из союза с Австро-Венгрией и Германией. При этом правительство, по словам министра, должно было учитывать неприязнь итальянцев к возможному участию страны в войне на стороне Вены и высокую вероятность вмешательства в конфликт Великобритании в поддержку Франции и России. Для Италии это означало бы подвергнуть себя нападению державы с величайшей в мире военно-морской мощью. Кроме того, по словам Сан-Джулиано, правительство должно было заявить о своём нейтралитете из-за ненадлежащего состояния армии, полностью подлежавшей реорганизации. К тому же, заключил министр, даже оборонительный дух Тройственного союза и содержащаяся в нём статья 7 освобождают Италию от обязательства присоединиться к Австро-Венгрии и Германии в войне.
С другой стороны, министр иностранных дел Германии Готлиб фон Ягов уже 15 июля признал, что Италия имеет право как оставаться нейтральной, так и получить компенсации, если Австро-Венгрия даже временно расширится на Балканах.
Однако решающим для Сан-Джулиано было нежелание Вены предоставлять какие-либо территориальные компенсации Италии и тем более передавать ей итальянские провинции Австрии. В подтверждение этого 2 августа 1914 года посол в Вене Аварна написал маркизу, что император Франц Иосиф предпочёл бы отречься от престола, чем подписать соглашение о передаче Италии Трентино, территории, которая веками принадлежала Габсбургам.
С полного одобрения главы правительства Антонио Саландры Сан-Джулиано провозгласил нейтралитет Италии 3 августа 1914 года — в тот же день, когда Германия объявила войну Франции, и за день до объявления войны Великобританией Германии.
Всё же, несмотря ни на что, Сан-Джулиано продолжал называть себя «триплицистом», то есть сторонником Тройственного союза. Начало войны, казалось, способствовало этому убеждению: Германии будто бы было суждено победить Францию, а Австро-Венгрии создала бы немалые трудности Россия. В послевоенный период, таким образом, Германия бы усилилась, оставаясь дружественной Италии, а Австро-Венгрия вышла бы из войны измученной и истощённой. В такой ситуации жест разжигания войны со стороны Вены был бы оплачен уступкой Трентино Италии, причём эта уступка бы основывалась на полностью неповреждённых итальянских вооружённых силах.

#### Подготовка к заключению Лондонского договора и смерть
Однако, хоть и разделяя политику благожелательного к Тройственному союзу нейтралитета, Сан-Джулиано всё же находил необходимым параллельное сближение с Антантой, что было бы полезно в случае изменения военной ситуации. Среди стран Антанты Сан-Джулиано выбрал для переговоров Великобританию, поскольку её правительство было единственным, которому маркиз действительно доверял.
Уже 11 августа 1914 года, воодушевившись сообщениями своих послов о предварительном согласии стран Антанты (особенно Великобритании и России) относительно любых территориальных компенсаций Италии в случае вступления в войну на их стороне, Сан-Джулиано составил телеграмму с инструкциями для посла в Лондоне Империали:
- в случае вступления Италии в войну на стороне Антанты четыре державы (Франция, Великобритания, Россия и Италия) не должны заключать сепаратный мир;
- английский и французский флоты вместе с итальянским немедленно уничтожат флот Австро-Венгрии в Адриатике;
- в случае победы Италия получит Триест и Южный Тироль до Бреннерского перевала;
- в случае распада Османской империи Италия должна получить зону Анталии (хотя бы в виде экономических преференций);
- Албания может быть разделена между Сербией и Грецией, но Влёра (из-за её стратегического положения) получила бы статус автономного и международного города;
- Италии отойдёт часть возможных контрибуций, соответствующая её военному вкладу;
- в послевоенный период четыре державы должны следить за сохранением сложившегося статус-кво.

Получив новые сообщения от своих послов, Сан-Джулиано к концу сентября или в первых днях октября 1914 года написал программу для посла в Лондоне Империали, содержащую проект соглашения с Антантой о вступлении Италии в войну на её стороне. Не имея возможности отправить программу послу из-за отсутствия casus belli, маркиз отложил её в сторону. Саландра и Соннино затем использовали её в качестве основы для возобновления переговоров, которые привели к заключению Лондонского договора 26 апреля 1915 года.
Последнего дипломатического успеха Сан-Джулиано добился 6 октября 1914 года, когда Грей от имени всей Антанты, чтобы побудить Рим выйти из Тройственного союза, согласился на возможную итальянскую экспедицию во Влёру. Будучи тяжело больным подагрой, маркиз в последние месяцы жизни был вынужден жить почти неподвижно, постоянно находясь во Дворце Консульта на Квиринале в Риме, здании итальянского Министерства иностранных дел. После череды обострений и ослаблений своей болезни Сан-Джулиано умер в 14:20 16 октября 1914 года.

## Личная жизнь
В 1875 году женился на Энрикетте Стателла-и-Трабукко, графине ди Кастаньето. От брака с Энрикеттой (умерла 9 ноября 1897 года) родились пятеро детей: Катерина, также известная как Карина, Бенедетто Орацио, Энрико Чезаре, Мария и Умберто.

## Награды

### Ордена
- Кавалер-офицер ордена Святых Маврикия и Лазаря (1879 год)[1]
- Великий офицер ордена Святых Маврикия и Лазаря (1881 год)[1]
- Кавалер Мальтийского ордена (1886 год)[7]
- Кавалер Большого креста ордена Святых Маврикия и Лазаря (1907 год)[1].
- Рыцарь Большого креста Королевского Викторианского ордена (1909 год)[7]
- Кавалер Большого креста ордена Святого Карла (Монако) (1910 год)[92]
- Кавалер Высшего ордена Святого Благовещения (1912 год)[93].
- Кавалер Большого креста ордена Короны Италии[7]
- Кавалер ордена Чёрного орла[7]
- Кавалер ордена Красного орла 1 степени[7]
- Кавалер Большого креста ордена Почётного легиона[7]
- Кавалер командорского креста со звездой ордена Франца Иосифа[7]
- Кавалер Большого креста ордена Святого Стефана[7]
- Кавалер Большого креста Австрийского ордена Леопольда[7]
- Кавалер Большого креста ордена Звезды Карагеоргия[7]
- Кавалер Орденской цепи ордена Карлоса III[7]
- Кавалер ордена Святого Александра Невского[7]
- Кавалер Большого креста ордена Леопольда I[7]
- Кавалер Большого креста ордена Святого Олафа[7]
- Командор Большого креста ордена Полярной звезды[7]
- Кавалер ордена Серафимов[7]
- Кавалер Орденской цепи ордена Кароля I[7]
- Кавалер Большого креста ордена Звезды Румынии[7]
- Кавалер ордена Османие 1 степени[7]
- Кавалер Орденской цепи ордена Святого Марина[7]
- Кавалер ордена Восходящего солнца 1 степени[7]
- Кавалер ордена Льва и Солнца 1 степени[7]
- Великий офицер ордена Освободителя[7]
- Кавалер Большого креста ордена Звезды Эфиопии[7]

### Медали
- Памятная медаль войны в Африке (1891 год)[7]